# 健舞
健舞，中国唐代教坊对舞乐的分部之一，意即武舞，指风格偏于矫健刚劲、节奏明快的舞蹈，与“軟舞”相对。
唐人将广泛流行在宫中的小型娱乐性教坊、贵族士大夫家宴及民间的小型表演性乐舞按照其风格特点划分为“软舞”、“健舞”，原为民间舞蹈和胡乐，后由教坊整理改编，多用于宴享。音乐多用繁管急弦。按《放坊记》和《乐府杂录》载，软舞主要包括《阿辽》、《剑器》、《柘枝》、《胡旋》、《胡腾》、《黄獐》、《大渭州》、《拂菻》、《达摩支》、《稜大》等。